# Dólares de arena
Dólares de arena és una pel·lícula dramàtica coproduïda per la República Dominicana, Mèxic i l'Argentina el 2014 dirigida per Laura Amelia Guzmán i Israel Cárdenas. Va ser seleccionada per ser projectada a la secció de Cinema del Món Contemporani al Festival Internacional de Cinema de Toronto de 2014. La pel·lícula va ser seleccionada com a entrada dominicana a l'Oscar a la millor pel·lícula de parla no anglesa als Premis Oscar de 2016, però no va ser nominada El 2016, la directora Laura Amelia Guzmán va anunciar que treballava en una seqüela anomenada Noelí en Los Países, estrenada el 2018.

## Sinopsi
Noeli és una jove dominicana que treballa com a escort de turistes. Té una relació de tres anys amb Anne (Geraldine Chaplin), una francesa molt més gran que compra els seus serveis. Tot i que tenen una relació transaccional, Anne està molt enamorada de Noeli, i Noeli planeja utilitzar-la per obtenir un visat per anar a França des d’on espera anar a Barcelona per retrobar-se amb la seva mare que hi ha immigrat.
Mentre estava fora amb Anne, Noeli veu el seu xicot amb una altra noia en un club. Ella s'hi enfronta enfadada mentre Anne és al safareig, però Anne veu el final de la baralla. L'Anne abandona el club i Noeli intenta evitar que marxi. No obstant això, quan queda clar que Noeli només vol que Anne pagui la factura de la barra, Anne li dona una bufetada i se'n va. De tornada a casa, Noeli té un accident de moto i li roben la motocicleta, i queda ferida al costat de la carretera.
L'Anne no té notícies de Noeli i creu que l'ha abandonada. Mentrestant, Noeli no vol tornar amb Anne i li diu al seu xicot que comenci a proveir-los. Quan s'acaben els diners, torna a Anne i li diu que està embarassada. L'Anne l'acompanya per obtenir una ecografia per veure si el seu fill per néixer està ferit i junts veuen el sonograma. Després de la seva trobada, Anne presenta a Noeli un passaport i un visat perquè puguin anar juntes a França. Ella confessa a una amiga que no creu que Noeli sigui feliç a París i que podran tornar aviat a la República Dominicana.
El xicot de Noeli s'assabenta que està embarassada i planeja tenir el fill a l'estranger. Ell li demana que es quedi i ella declina seguir endavant amb els preparatius per marxar amb Anne. La nit de la seva sortida el xicot de Noeli la ve a visitar. Noeli recull el passaport, els diners i els papers i deixa Anne dormint. Ella i el seu xicot s'allunyen i li diu que l'estima.

## Repartiment
- Geraldine Chaplin - Anne
- Yanet Mojica - Noeli
- Ricardo Ariel Toribio - Yeremi
- Bernard Bizel - el francès
- Maria Gabriella Bonetti - Goya
- Ramón Cordero - le chanteur
- Yanmarco King - Encarnación
- Hoyt Rogers - Thomas

## Productora
Els directors Guzmán i Cárdenas van basar el seu guió en la novel·la Les Dollars des sables de Jean-Noël Pancrazi. El guió original, com la novel·la, consistia en dos homes, però els directors van reescriure el guió per presentar dues dones després que Geraldine Chaplin expressés el seu interès a aparèixer a la pel·lícula.
Yanet Mojica mai havia actuat abans d'aparèixer a la pel·lícula, però va ser seleccionada en funció de l'estreta semblança de la seva vida amb la del personatge que interpretava.

## Nominacions i premis
- Guanyadora del Premi Fipresci al Festival Internacional de Cinema del Caire de 2014.[6]
- Guanyadora de l'Hugo de Plata a la millor actriu (Geraldine Chaplin) al Festival Internacional de Cinema de Chicago de 2014.[7]
- Premi a la millor actriu (Geraldine Chaplin) al Festival Internacional del Nou Cinema Llatinoamericà de l'Havana de 2014[8]
- En la LVIII edició dels Premis Ariel va tenir tres nominacions (millor actriu, millor guió adaptat i millor paper revelació femení) però no en va guanyar cap[9]